# Partido Socialista Ecuatoriano
El Partido Socialista Ecuatoriano (PSE) es un partido político ecuatoriano de izquierda fundado originalmente en 1926 y que en 1995 quedó formado por la fusión del Partido Socialista y el Frente Amplio de Izquierda (FADI).
Actualmente, es el partido vivo con mayor antigüedad en el Ecuador, y ha sido el partido con más cambios y escisiones. Ha ocupado la lista 3, y desde su reinscripción en 1983 la lista 17. Entre 1930 y 1933 tiene su primera escisión, el Partido Comunista, hasta su desaparición oficial en los años 1960, aunque se ha mantenido activo de forma no oficial.

## Historia

### Antecedentes
El 16 de septiembre de 1924, dos años después de la primera huelga general, se funda el periódico semanal "La Antorcha" y para enero se formó el grupo homónimo con Ángel Modesto Paredes Romero y su hermano Ricardo Paredes Romero; César Carrera Andrade, Nelson Mogollón, Leonardo Muñoz, Gonzalo Pozo, Hugo Alemán Fierro, Delio Ortiz, Julio Peñaherrera y Augusto Arias. Este sería el primer grupo socialista en el marco internacional de la Revolución rusa y demás levantamientos populares pos-Primera Guerra Mundial.
En mayo irán surgiendo más grupos socialistas en diferentes partes del país siendo el "Núcleo Central Socialista" de Quito y el "Centro Socialista Doctrinario" de Guayaquil quienes organizan una asamblea para conformar un único partido socialista.

### Inicios y primera escisión

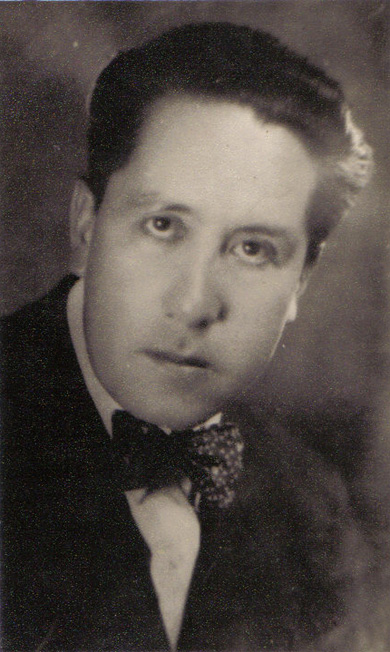
Ricardo Paredes Romero fue miembro fundador del PSE y del Partido Comunista del Ecuador (PCE).

El Partido Socialista Ecuatoriano (PSE) nace como alternativa a los otros dos grupos políticos formales existentes, el Partido Liberal y el Partido Conservador, que se habían formalizado tras la Revolución Juliana. En una Asamblea celebrada en Quito entre el 16 y el 23 de mayo de 1926 se constituye de manera formal el Partido Socialista, ideológicamente identificado con el marxismo, en sus inicios proponían la socialización de los medios de producción y distribución, así como establecer un Estado socialista que tuviera el control sobre los servicios públicos entre otros.
Desde la fundación del Partido Socialista hasta principios de la década de los treinta se discutía internamente la posición marxista de la organización y el ingreso de este a la Tercera Internacional liderada por el Partido Comunista de la Unión Soviética. El 6 de enero de 1931, un grupo de siete miembros del Comité Central abandonaran la sesión al estar contrarios a la propuesta de ingreso a la Internacional, incluidos entre ellos Leonardo Muñoz y a Enrique Terán, siendo estos los que asumirán el nombre de Partido Socialista. El futuro Partido Comunista del Ecuador (PCE) tuvo que esperar unos años hasta constituirse legalmente en 1933, con reformistas y radicales de izquierda. En poco tiempo también apareció la Vanguardia Revolucionaria Socialista Ecuatoriana (VRSE) liderada por Luis Larrea Alba, organización con la cual el PSE mantendrá una relación fluida.
En las anuladas elecciones presidenciales de 1931 un sector apoyó la candidatura presidencial del Comandante del Ejército Ildefonso Mendoza, militar que formó parte de la Revolución Juliana, obteniendo el tercer puesto; mientras que otro grupo a Modesto Larrea Jijón del Partido Liberal.

### Tras división

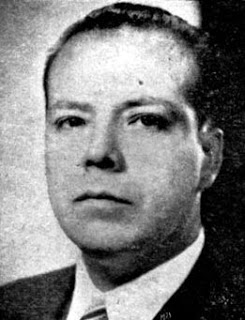
Manuel Agustín Aguirre se separa del PSE y funda el Partido Socialista Revolucionario (PSRE)

En 1932, el partido se oficializa con el nombre Partido Socialista Ecuatoriano. Posteriormente, en las elecciones presidenciales de 1933, candidateó a Carlos Zambrano, su primer candidato propio, quien quedó en segundo lugar perdiendo contra José María Velasco Ibarra.
El partido tuvo gran influencia en las dictaduras de Federico Páez y Alberto Enríquez Gallo, al ambos compartir ideas de corte socialista, implementando varias reformas como fue la creación de la Caja del Seguro, precedente del Instituto de Seguridad Social (IESS). Esta influencia nacional se mantiene al ser el PSE, junto al Partido Liberal las dos mayores fuerzas parlamentarias en la Asamblea Constituyente de 1938. Los socialistas logran conformar una constitución con gran influencia socialista, pero no lograron elegir al presidente constitucional, ya que su candidato, Francisco Arízaga Luque, no lograba los votos necesarios para ser electo, por lo que los asambleístas socialistas cedieron su apoyo al candidato liberal Aurelio Mosquera Narváez, quien en el gobierno no promulgó la nueva constitución.
Tras la gloriosa de 1944 el partido sugerirá el nombre de José María Velasco Ibarra para la presidencia junto con comunistas y conservadores que ya lo habían apoyado en las elecciones previas y pese a la oposición socialista en el primer gobierno velasquista. En las elecciones presidenciales de 1948 apoyan a Alberto Enríquez Gallo candidato del Partido Liberal, pero este solo logra un 20% de los votos, en las elecciones siguientes el Partido Socialista siguió formando parte de la alianza con el Partido Liberal, con resistencia de algunos sectores socialistas.
En los años 1960 y 70 el Partido Socialista sufrió varias fracturas, casi hasta llevar a la destrucción del partido. Entre estas estaría el Partido Socialista Revolucionario (PSRE) de Manuel Agustín Aguirre, constituida en 1963 siguiendo el legado de la Revolución cubana y ante la cual perdió mucho terreno político. Esto durante un tiempo donde militantes de la organización habían formado parte del gobierno de Concentración Nacional de Carlos Julio Arosemena Monroy y del gobierno de la junta militar de 1963.
Las últimas coaliciones de los socialistas con los liberales serán con candidatos como Galo Plaza Lasso en 1960, Andrés F. Córdova en 1968 quienes consiguieron la segunda mayor votación. En 1972 se estaban preparando para unas elecciones donde junto con el Partido Nacionalista Revolucionario (PNR) y el Partido Patriótico Popular (PPP) apoyaron la candidatura de Carlos Julio Arosemena Monroy, pero esta elección no se realizaría tras el golpe contra Velasco Ibarra y el inicio de la dictadura de Guillermo Rodríguez Lara.

### Retorno a la democracia
Al retornar al orden constitucional el PSE no obtiene ningún diputado en las elecciones legislativas que llevarían a Jaime Roldós Aguilera a la presidencia y al Movimiento Popular Democrático (MPD) y a la Unión Democrática Popular (UDP), surgidas de escisiones de este partido, a obtener un diputado cada una. Más tarde, en 1983, pretende reunificar el socialismo junto al Partido Socialista Revolucionario (PSRE) y al Partido Ecuatoriano del Pueblo (PEP) y revitalizar el partido en el Frente Socialista (FS), consiguiendo en los años 90 que cobre mayor fuerza el Partido Socialista, convertido en la expresión legal del socialismo ahora con el número 17.
La llegada de León Febres-Cordero Ribadeneyra al poder llevó a la aparición del Bloque Parlamentario Progresista a la que esta organización se integró junto a la Izquierda Democrática (ID), la Democracia Popular (DP-UDC), el Partido Demócrata (PD), el Frente Amplio de Izquierda (FADI), el MPD y el Partido Roldosista (PRE), para componer una mayoría contra el gobierno socialcristiano. Enrique Ayala Mora asume la vicepresidencia del parlamento, tras las elecciones legislativas de 1986 donde los socialistas habían aparecido como cuarta fuerza parlamentaria de forma efímera, pues las en las del 88 solo llegó a 4 escaños, e igualmente en el 92 bajo a 2 escaños.
Serán en las elecciones legislativas de 1990 donde tendrán su mayor victoria con 8 diputados llevará a Edelberto Bonilla, militante del partido, conseguirá la presidencia del Congreso siendo el primero de su partido en asumir la jefatura del parlamento con el apoyo del ID, Frente Radical Alfarista (FRA), el FADI y la DP-UDC, anteriormente en 1989 ya hubiesen declarado su oposición al gobierno de Rodrigo Borja Cevallos.
En las elecciones presidenciales de 1992, el PSE postula al exvicepresidente León Roldós, una de sus figuras más fuertes, obteniendo el sexto puesto, mientras que el FADI lo hace con Gustavo Iturralde, obteniendo el undécimo puesto.

### Fusión con el Frente Amplio
En 1995 el Partido Socialista y el Frente Amplio de Izquierda (FADI) se fusionan en el Partido Socialista-Frente Amplio (PS-FA), entrando el partido en un proceso de reestructuración interna donde se crearía una presidencia para el partido que sería ostentada por Manuel Salgado Tamayo del grupo socialista revolucionario. En 1996, Pachakutik lanza a Freddy Ehlers a la presidencia de la república para las elecciones y los socialistas deciden sumarse quedando en tercer lugar con aproximadamente 20% de los votos, nuevamente en las de 1998, vuelven a apoyar de forma no oficial a Ehlers, siendo ahora candidato del Movimiento Ciudadanos Nuevo País (MCNP), quedando en cuarto lugar. 
En las elecciones presidenciales de 2002 el partido candidatea a León Roldós, en una amplia coalición que incluía al Partido Unión Nacional (UNO) ex Partido Conservador Ecuatoriano (PCE), a la Concentración de Fuerzas Populares (CFP), a la Democracia Popular (DP) y al Movimiento Ciudadanos Nuevo País (MCNP) alcanzando el tercer lugar el candidato de una coalición que sería apodada como la "fanesca" por su diversidad ideológica.

### Durante el correísmo

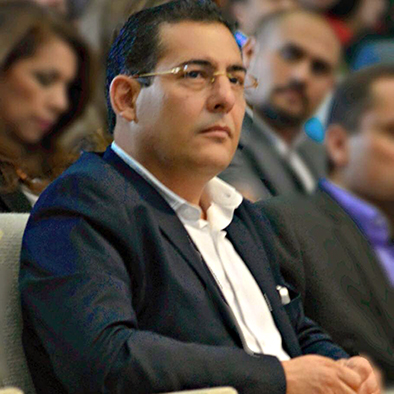
Patricio Zambrano, ex-presidente del partido y ministro de defensa del gobierno de Moreno.

En las elecciones presidenciales de 2006 alcanzan el poder político en la segunda vuelta con el triunfo de la candidatura de Rafael Correa por Alianza PAIS. La entonces presidenta del partido, Guadalupe Larriva, fue nombrada Ministra de Defensa, siendo la primera civil, mujer y socialista en ostentar el cargo. A los pocos días de tomar posesión oficial del gobierno muere trágicamente en un polémico y no aclarado accidente aéreo de dos helicópteros militares.
El sector dirigente de esta organización se mantuvo como aliado del gobierno de Rafael Correa, aunque con una presencia minoritaria y marginal en este (presencia en el gabinete, en el legislativo y en el Parlamento Andino bajo la lista de Alianza País), mientras existían algunas divisiones internas de cuadros importantes de la organización, pertenecientes a las viejas generaciones, como Enrique Ayala Mora y Manuel Salgado, que terminaron siendo parte de la facción opositora del gobierno que se denominaría Renovación Socialista (RS), antes Corriente Socialista Revolucionaria (CSR). 
En el 2014 efectuó un Congreso Extraordinario en donde resuelve retomar su nombre original de Partido Socialista Ecuatoriano, a la vez que el grupo favorable a Correa integra el partido al Frente UNIDOS que se preparaba para las elecciones presidenciales de 2017 donde la facción oficialista apoyo a Lenín Moreno. Posteriormente, Moreno nombra al Presidente del PSE Patricio Zambrano como Ministro de Defensa. Mientras el grupo contrario a Correa participa en elecciones por fuera del PSE, como candidatos dentro del Acuerdo por el Cambio (ANC) que respaldo al militar socialdemócrata Paco Moncayo. 
El 28 de julio de 2018 se eligió a una nueva directiva con Ronald Verdesoto en la presidencia, mas esta no fue aceptada por el Consejo Nacional Electoral (CNE) al existir una impugnación hecha por RS ante presuntas irregularidades en la dirección del partido desde el 2010. Esto sería claramente rechazado por la directiva oficialista, mientras el CNE nombraba un comité encargado de solucionar el conflicto, apoyando al sector anticorreísta para otorgarle la dirección del PSE con apoyo del gobierno de Lenin Moreno. 
El 3 de agosto del siguiente año se realizó una nueva convención nombrada en honor a Manuel Agustín Aguirre, en la que se designó a Enrique Ayala como nuevo presidente (a pesar de haber participado electoralmente por otros partidos y estar desafiliado del PSE) sin la presencia de miembros de la directiva impugnada, quienes se encuentran en conversaciones con el Movimiento Revolución Ciudadana (MRC) de Correa para una nueva alianza y conformaron la llamada Resistencia Socialista. Enrique Ayala Mora realiza una alianza electoral para las elecciones presidenciales del 2021 con el Movimiento Concertación de César Montúfar, de centro derecha, obteniendo una baja votación (0,62%) y una advertencia del CNE de pérdida de registro electoral, pero enfatizando la nueva orientación política del PSE hacia un anticorreísmo duro como eje de acción política.
Enrique Ayala Mora fue reemplazado como presidente del PSE en 2021 por Gustavo Vallejo.

### Actualidad
Con la crisis política en Ecuador de 2023 y la aplicación de la muerte cruzada decretada por el presidente Guillermo Lasso y la convocatoria de nuevas elecciones presidenciales, el PSE forjo alianza con Unidad Popular (UP) y Democracia Sí para terciar en las elecciones anticipadas respaldando la candidatura de Yaku Pérez, quedando en sexto lugar.
El 25 de mayo de 2024, el PSE eligió al abogado Pedro Granja como candidato a la presidencia para las elecciones presidenciales de 2025. Granja obtuvo el sexto puesto con una baja votación (0,53%) siendo el peor resultado de su historia.
En el balotaje, el Partido Socialista Ecuatoriano decide apoyar la candidatura de Luisa González.

## Juventud Socialista
La Juventud Socialista del Ecuador (JSE) es la organización juvenil adscrita al Partido Socialista, integrada por Juventud Socialista Revolucionaria Ecuatoriana (JSRE), del antiguo Partido Socialista Revolucionario, y la Juventud Socialista Ecuatoriana (JSE).

## Dirigentes del partido
| Dirigente                                             | Dirigente                                             | Periodo                                               | Ref.                                                  |
| Secretario General del Partido Socialista Ecuatoriano | Secretario General del Partido Socialista Ecuatoriano | Secretario General del Partido Socialista Ecuatoriano | Secretario General del Partido Socialista Ecuatoriano |
| ----------------------------------------------------- | ----------------------------------------------------- | ----------------------------------------------------- | ----------------------------------------------------- |
| Enrique Terán Vaca                                    | Enrique Terán Vaca                                    | marzo de 1928-                                        | [ 22 ]                                                |
| Luis Maldonado Estrada                                | Luis Maldonado Estrada                                | 1935-1938                                             | [ 23 ]                                                |
|                                                       | Manuel Agustín Aguirre                                | 1940-1946                                             | [ 23 ] [ 24 ]                                         |
| Ricardo Cornejo Rosales (interino)                    | Ricardo Cornejo Rosales (interino)                    | 1946-1949                                             | [ 23 ]                                                |
| Luis Maldonado Estrada                                | Luis Maldonado Estrada                                | 1949-1952                                             | [ 23 ]                                                |
|                                                       | Manuel Agustín Aguirre                                | julio de 1952-                                        | [ 23 ]                                                |
| Desconocidos                                          |                                                       |                                                       |                                                       |
| Julio Estupiñán Tello                                 | Julio Estupiñán Tello                                 | 2 de mayo de 1978-9 de octubre de 1978                | [ 2 ]                                                 |
| Fabián Jaramillo Dávila                               | Fabián Jaramillo Dávila                               | 9 de octubre de 1978-4 de septiembre de 1983          | [ 2 ]                                                 |
| Alberto Cabeza de Vaca Altamirano                     | Alberto Cabeza de Vaca Altamirano                     | 4 de septiembre de 1983-4 de marzo de 1987            | [ 2 ]                                                 |
| Hernán Rivadeneira Játiva (encargado)                 | Hernán Rivadeneira Játiva (encargado)                 | 4-21 de marzo de 1987                                 | [ 2 ]                                                 |
|                                                       | Víctor Granda Aguilar                                 | 21 de marzo de 1987-Desconocida                       | [ 2 ]                                                 |
| Presidente del Partido Socialista-Frente Amplio       |                                                       |                                                       |                                                       |
|                                                       | Manuel Salgado Tamayo                                 | 1995-desconocida                                      | [ 12 ]                                                |
|                                                       | Guadalupe Larriva González                            | 2005 - 24 de enero de 2007                            |                                                       |
| Gustavo Ayala Cruz                                    | Gustavo Ayala Cruz                                    | 2007- 2008                                            | [ 25 ]                                                |
|                                                       | Silvia Salgado Andrade                                | 2008 hasta el 13 de septiembre de 2010                | [ 26 ]                                                |
|                                                       | Rafael Quintero López                                 | 13 de septiembre de 2010- 4 de mayo de 2013           | [ 26 ] [ 27 ]                                         |
|                                                       | Fabián Solano Moreno                                  | 4 de mayo de 2013 - 24 de octubre de 2015             | [ 28 ]                                                |
|                                                       | Patricio Zambrano Restrepo                            | 24 de octubre de 2015 - 28 de julio de 2018           | [ 29 ]                                                |
| Ronald Verdesoto Gaibor                               | Ronald Verdesoto Gaibor                               | 28 de julio de 2018 - 3 de agosto de 2019             | [ 30 ]                                                |
|                                                       | Enrique Ayala Mora                                    | 3 de agosto de 2019 - 28 de agosto de 2021            | [ 31 ]                                                |
| Gustavo Vallejo Fierro                                | Gustavo Vallejo Fierro                                | 28 de agosto de 2021-presente                         | [ 16 ]                                                |

## Resultados Electorales

### Elecciones Presidenciales
| Año  | Candidatos                | Candidatos              | 1.ª vuelta            | 1.ª vuelta            | 2.ª vuelta            | 2.ª vuelta            | Resultado             | Notas                                    |
| Año  | Presidente                | Vicepresidente          | Votos                 | %                     | Votos                 | %                     | Resultado             | Notas                                    |
| ---- | ------------------------- | ----------------------- | --------------------- | --------------------- | --------------------- | --------------------- | --------------------- | ---------------------------------------- |
| 1933 | Carlos Zambrano           | N/A                     | 10.895                | 17.0%                 |                       |                       | 2.º lugar             | Primer candidato socialista del país     |
| 1938 | Teodoro Alvarado Olea     | N/A                     | 24                    | 48%                   |                       |                       | 2.º lugar             | Parte de Unión Democrática Izquierdista  |
| 1938 | Carlos Cueva Tamariz      | N/A                     | 2                     | 4%                    |                       |                       | 3.º lugar             |                                          |
| 1944 | José María Velasco Ibarra | N/A                     | 91                    | 91%                   |                       |                       | Electo                | Parte de Alianza Democrática Ecuatoriana |
| 1948 | Alberto Enríquez Gallo    | Carlos Cueva Tamariz    | 53.649                | 19.05%                |                       |                       | 3.º lugar             | Parte de Coalición Liberal-Socialista    |
| 1952 | Modesto Larrea Jijón      | Clodoveo Alcívar        | 18.125                | 5.03%                 |                       |                       | 4.º lugar             | Parte de Alianza Democrática Nacional    |
| 1956 | Raúl Clemente Huerta      | José María Plaza Lasso  | 175.378               | 28.52%                |                       |                       | 2.º lugar             | Parte de Frente Democrático Nacional     |
| 1960 | Galo Plaza Lasso          | Nicolás Castro Benítez  | 179.705               | 23.43%                |                       |                       | 2.º lugar             | Parte de Frente Democrático Nacional     |
| 1968 | Andrés F. Córdova         | Jorge Zavala Baquerizo  | 264.312               | 30.97%                |                       |                       | 2.º lugar             | Parte de Frente de Izquierda Democrática |
| 1978 | No presentó candidato     | No presentó candidato   | No presentó candidato | No presentó candidato | No presentó candidato | No presentó candidato | No presentó candidato | No presentó candidato                    |
| 1984 | Manuel Salgado            | Elías Sánchez           | 18.283                | 0.84%                 |                       |                       | 9.º lugar             |                                          |
| 1988 | Frank Vargas Pazzos       | Enrique Ayala Mora      | 384.189               | 12.63%                |                       |                       | 4.º lugar             | Parte de Unión Patriótica del Pueblo     |
| 1992 | León Roldós               | Alejandro Carrión Pérez | 88.255                | 2.58%                 |                       |                       | 6.º lugar             |                                          |
| 1996 | No presentó candidato     | No presentó candidato   | No presentó candidato | No presentó candidato | No presentó candidato | No presentó candidato | No presentó candidato | No presentó candidato                    |
| 1998 | No presentó candidato     | No presentó candidato   | No presentó candidato | No presentó candidato | No presentó candidato | No presentó candidato | No presentó candidato | No presentó candidato                    |
| 2002 | No presentó candidato     | No presentó candidato   | No presentó candidato | No presentó candidato | No presentó candidato | No presentó candidato | No presentó candidato | No presentó candidato                    |
| 2006 | Rafael Correa             | Lenín Moreno            | 1 246 333             | 22,84%                | 3 517 635             | 56,67%                | Electo                | En alianza con Alianza PAIS              |
| 2021 | César Montúfar            | Julio Villacreses       | 57.911                | 0,62%                 |                       |                       | 12° lugar             | Parte de Alianza Honestidad              |
| 2023 | Yaku Pérez                | Nory Pinela             | 391 674               | 3,97%                 |                       |                       | 6° Lugar              | Parte de la alianza Claro Que Se Puede   |
| 2025 | Pedro Granja              | Verónica Silva          | 53 940                | 0,53%                 |                       |                       | 6° Lugar              | Peor resultado de su historia            |

#### Elecciones Legislativas
|  | 1.87 % |

|  | 1,58 % |

|  | 4.39 % |

|  | 4,99 % |

|  | 8,87 % |

|  | 4.05 % |

|  | 3.19 % |

|  | 1.24 % |

|  | 4.3 % |

|  | 4 % |

|  | 2,45 % |

|  | 2 % |

|  | 0.7 % |

|  | 0.8 % |

|  | 0.8 % |

|  | 0.86 % |

|  | 3.76 % |

|  | 2,87 % |

#### Elecciones Seccionales
|  | 10.50 % |

|  | 8.33 % |

|  | 0.0 % |

|  | 0.0 % |

|  | 0.0 % |

|  | 16.00 % |

|  | 0.0 % |

|  | 14.81 % |

|  | 0.0 % |

|  | 7.40 % |

|  | 9.33 % |

|  | 8.79 % |

|  | 0.0 % |

|  | 1.36 % |

|  | 0.0 % |

|  | 1.35 % |

|  | 0.0 % |

|  | 6.79 % |

|  | 4.34 % |

|  | 6.33 % |

|  | 3.82 % |

|  | 7.69 % |